# Dysithamnus
Dysithamnus és un gènere d'ocells de la família dels tamnofílids (Thamnophilidae) que agrupa espècies natives de l'Amèrica tropical (Neotròpic), on es distribueixen des del sud-est de Mèxic, a través d'Amèrica Central i del Sud fins al nord-est d'Argentina.

## Descripció
Els ocells d'aquest gènere són bastant petits, mesurant entre 11,5 i 12,5 cm de longitud, rabassuts, capgrossos, amb becs força robustos. Es troben àmpliament al sotabosc, principalment en piemonts subtropicals; cap es troba a la regió amazònica. Recorden les espècies del gènere Thamnomanes, però són més robustes i de cues més curtes; la majoria de les espècies són de patró ben definit.

## Taxonomia
L'espècie D. leucostictus era tractada com a coespecífica amb el geogràficament distant D. plumbeus, però Isler et al. (2008) van subministrar evidències, principalment vocals, per a la separació d'aquestes, el que va ser aprovat en la Proposta N° 405A al Comitè de Classificació de Sud-americà. En la mateixa proposta, Part B, es va rebutjar la separació del tàxon tucuyensis, que continua com la subespècie Dysithamnus leucostictus tucuyensis.
Segons la Classificació del Congrés Ornitològic Internacional (versió 14.2, 2024) aquest gènere està format per 8 espècies:
- batarà pigallat - (Dysithamnus stictothorax).
- batarà capgrís - (Dysithamnus mentalis).
- batarà de capell estriat - (Dysithamnus striaticeps).
- batarà de capell puntejat - (Dysithamnus puncticeps).
- batarà dorsi-rogenc - (Dysithamnus xanthopterus).
- batarà bicolor - (Dysithamnus occidentalis).
- batarà estriat - (Dysithamnus leucostictus).
- batarà plumbi - (Dysithamnus plumbeus).